# 중동 방송 센터

중동 방송 센터(아랍어: مركز تلفزيون الشرق الأوسط, 영어: Middle East Broadcasting Center, MBC)는 사우디아라비아의 사업가 왈리드 빈 이브라힘 알 이브라힘 (Waleed bin Ibrahim Al Ibrahim)이 1991년에 런던에서 설립한 방송국이다. 2002년 본사를 아랍에미레이트 두바이로 이전했다. 이 회사는 아랍권에서 첫 무료 위성방송이었다.